# شارل دفرمری
شارل دفرِمِری (فرانسوی|Charles Defrémery)، (متولد ۸ دسامبر ۱۸۲۲ در کمبره و درگذشته ۱۸ اوت ۱۸۸۳ در سن-ماریتیم) خاورشناس، مترجم و تاریخ‌شناس فرانسوی بود.

## زندگی‌نامه
شارل دفرمری پس از فراگیری زبان‌های عربی و فارسی، در مدرسه زبان‌های شرقی (فرانسوی|École des langues orientales)، صاحب کرسی زبان و ادبیات عربی شد و به عضویت انجمن آسیایی پاریس درآمد.

## آثار
- تصحیح تاریخ سلاطین خوارزم از میرخواند (۱۸۴۲)
- تصحیح تاریخ سامانیان از میرخواند (۱۸۴۵)
- ترجمهٔ سفرنامهٔ ابن بطوطه (۴ جلد، ۱۸۵۳–۱۸۵۹)
- ترجمهٔ گلستان سعدی (۱۸۵۸)[۱]